# لوفتشين (سيجارة)
لوفتشين Lovćen هي علامة مونتنغرية تجارية للسجائر، تملكها وتصنعها حاليًا شركة دوفانسكي كومبينات بودغوريتشا في سيتينيسكي بوت، بودغوريتسا، الجبل الأسود (كان تُسمى سابقًا مصنع تيتوجراد للتبغ). وتم تسمية العلامة التجارية على اسم الجبل لوفتشين.

## التاريخ
تم إنشاء لوفتشين في الستينيات من القرن الماضي في جمهورية الجبل الأسود الاشتراكية (لاحقًا أصبحت جزء من يوغوسلافيا). وتم بيعها أيضًا في جمهورية صربيا المجاورة. ولقد نجت من تفكك يوغوسلافيا ولا تزال تُباع حتى اليوم.

## التغليف
تتميز العبوة بأنماط اللونين الأبيض والأحمر، مشابه لذلك المرتبط بمارلبورو. وتتميز عبوة الصنف اليوغوسلافي القديم الثالث بنجمة حمراء، ولكن تم إزالتها منذ ذلك الوقت. وتتميز بوجود جبل لوفتشن في المنتصف مع الكلمة المكتوبة أسفلها بالخط الذهبي "حجم كينغ"، متبوعة باسم العلامة التجارية وصنفها إما لوكس أو التبغ الفاخر المختار.

## الجدل
في عام 2016، كان هناك تقارير متعددة تفيد بأن سجائر لوفتشين التي تحمل الختم الضريبي اليوغوسلافي، كانت تباع من قبل بعض تجار التجزئة في الجبل الأسود؛ رغم أنه تم سحب هذه السجائر من الأسواق منذ سنوات. وتم إجراء العديد من التفتيشات ولكن لم يتم العثور على سجائر غير قانونية.

## المنتجات
- لوفتشين التقليدية حجم كينغ.
- لوفتشين التقليدية لوكس حجم كينغ.[3][4]